# علم الأورام التدخلي
علم الأورام التدخلي (بالإنجليزية: Interventional oncology)‏ هو تخصص فرعي من علم الأشعة التدخلي والذي يتعامل مع تشخيص وعلاج السرطان والمشاكل المتعلقة به باستخدام عمليات جراحية موجهة ودقيقة تحت إشراف التصوير الموجه. تطور علم الأورام التداخلية ليصبح فرعا منفصلا ضمن علم الأورام الحديث وهو يوظف الأشعة السينية، الموجات فوق الصوتية، التصوير المقطعي، والتصوير بالرنين المغناطيسي للمساعدة في إرشاد الأدوات الصغيرة (مثل إبر الخزعات، أقطاب البتر، قسطرات الأوعية الدموية) حتى تسمح بمعالجة دقيقة وموجهة للأورام الصلبة الموجودة في مختلف أعضاء الجسم بما في ذلك على سبيل المثال لا الحصر، الكبد، الكليتان، الرئتان، العظام. ويتم العلاج بشكل روتيني من طرف أخصائيين في علم الأشعة التداخلي ضمن إعدادات ومنشآت مناسبة.